# Campionato mondiale di hockey su ghiaccio Under-20 2011
Il 35º Campionato mondiale di hockey su ghiaccio U-20 è stato assegnato dall'International Ice Hockey Federation agli Stati Uniti d'America, che lo ha ospitato a Buffalo e a Niagara Falls nel periodo tra il 26 dicembre 2010 e il 5 gennaio 2011. Questa è la quinta volta che gli Stati Uniti hanno ospitato il torneo, dopo i mondiali svoltisi nel 1982, 1989, 1996 e 2005. Prima dell'inizio del Campionato mondiale si sono svolte alcune partite di preparazione in alcune città vicine, come per esempio a Jamestown e a Rochester. Nella finale la Russia ha sconfitto la formazione del Canada per 5-3 e si sono aggiudicati il quarto titolo di categoria, tornando al successo dopo otto anni di digiuno.

## Campionato di gruppo A

### Stadi
- La HSBC Arena di Buffalo, sede dei match casalinghi dei Buffalo Sabres della National Hockey League, ha ospitato la maggior parte delle partite, inclusa tutta la fase ad eliminazione diretta. L'arena può ospitare fino ad un massimo di 18.690 spettatori.
- La Dwyer Arena di Niagara Falls, situata nel campus della Niagara University, ha accolto le altre partite. Dopo alcuni lavori dal 2007 la sua capienza è di 2.100 persone.

### Partecipanti
Al torneo prendono parte 10 squadre:
| 8 dall'Europa     | Finlandia | Germania    | Norvegia | Rep. Ceca |  |
| 8 dall'Europa     | Russia    | Slovacchia  | Svezia   | Svizzera  |  |
| 2 dal Nordamerica | Canada    | Stati Uniti |          |           |  |

### Gironi preliminari
Le dieci squadre partecipanti sono state divise in due gironi da 5 cinque squadre ciascuno: le compagini che si classificano al primo posto nel rispettivo girone si qualificano direttamente alle semifinali. La seconda e la terza classifica di ciascun raggruppamento disputano invece i quarti di finale. La quarta e la quinta giocano infine un ulteriore girone al termine del quale le ultime due classificate vengono retrocesse in Prima Divisione.

#### Girone A
| Buffalo 26 dicembre 2010, ore 12:30 UTC-5 | Germania | 3 – 4 (0-4; 1-0; 2-0) referto | Svizzera | HSBC Arena (13.629 spett.) |

| Buffalo 26 dicembre 2010, ore 20:00 UTC-5 | Finlandia | 2 – 3 (d.t.s.) (0-1; 1-1; 1-0) referto | Stati Uniti | HSBC Arena (14.093 spett.) |

| Buffalo 27 dicembre 2010, ore 19:00 UTC-5 | Slovacchia | 2 – 1 (d.t.s.) (0-0; 1-1; 0-0) referto | Germania | HSBC Arena (12.942 spett.) |

| Buffalo 28 dicembre 2010, ore 12:30 UTC-5 | Svizzera | 0 – 4 (0-1; 0-2; 0-1) referto | Finlandia | HSBC Arena (13.518 spett.) |

| Buffalo 28 dicembre 2010, ore 20:00 UTC-5 | Stati Uniti | 6 – 1 (2-0; 4-1; 0-0) referto | Slovacchia | HSBC Arena (12.750 spett.) |

| Buffalo 29 dicembre 2010, ore 15:30 UTC-5 | Finlandia | 5 – 1 (1-0; 3-0; 1-1) referto | Germania | HSBC Arena (14.362 spett.) |

| Buffalo 30 dicembre 2010, ore 15:00 UTC-5 | Svizzera | 6 – 4 (3-1; 1-1; 2-2) referto | Slovacchia | HSBC Arena (12.731 spett.) |

| Buffalo 30 dicembre 2010, ore 19:00 UTC-5 | Germania | 0 – 4 (0-2; 0-2; 0-0) referto | Stati Uniti | HSBC Arena (15.276 spett.) |

| Buffalo 31 dicembre 2010, ore 12:30 UTC-5 | Slovacchia | 0 – 6 (0-3; 0-3; 0-0) referto | Finlandia | HSBC Arena (13.371 spett.) |

| Buffalo 31 dicembre 2010, ore 20:00 UTC-5 | Stati Uniti | 2 – 1 (1-1; 1-0; 0-0) referto | Svizzera | HSBC Arena (13.417 spett.) |

| Pos. |             | PG | V | VOT | POT | P | GF | GS | DR  | Pt | Accede a             |
| 1.   | Stati Uniti | 4  | 3 | 1   | 0   | 0 | 15 | 4  | +11 | 11 | Semifinali           |
| 2.   | Finlandia   | 4  | 3 | 0   | 1   | 0 | 17 | 4  | +13 | 10 | Quarti di finale     |
| 3.   | Svizzera    | 4  | 2 | 0   | 0   | 2 | 11 | 13 | -2  | 6  | Quarti di finale     |
| 4.   | Slovacchia  | 4  | 0 | 1   | 0   | 3 | 7  | 19 | -12 | 2  | Girone Retrocessione |
| 5.   | Germania    | 4  | 0 | 0   | 1   | 3 | 5  | 15 | -10 | 1  | Girone Retrocessione |

#### Girone B
| Buffalo 26 dicembre 2010, ore 16:00 UTC-5 | Russia | 3 – 6 (1-1; 2-2; 0-3) referto | Canada | HSBC Arena (18.690 spett.) |

| Niagara Falls 26 dicembre 2010, ore 16:00 UTC-5 | Norvegia | 1 – 7 (0-2; 0-2; 1-3) referto | Svezia | Dwyer Arena (1.320 spett.) |

| Niagara Falls 27 dicembre 2010, ore 19:00 UTC-5 | Rep. Ceca | 2 – 0 (0-0; 1-0; 1-0) referto | Norvegia | Dwyer Arena (1.381 spett.) |

| Buffalo 28 dicembre 2010, ore 16:00 UTC-5 | Canada | 7 – 2 (2-1; 3-0; 2-1) referto | Rep. Ceca | HSBC Arena (17.919 spett.) |

| Niagara Falls 28 dicembre 2010, ore 19:00 UTC-5 | Svezia | 2 – 0 (2-0; 0-0; 0-0) referto | Russia | Dwyer Arena (1.400 spett.) |

| Buffalo 29 dicembre 2010, ore 19:30 UTC-5 | Norvegia | 1 – 10 (1-6; 0-1; 0-3) referto | Canada | HSBC Arena (17.061 spett.) |

| Niagara Falls 30 dicembre 2010, ore 15:00 UTC-5 | Svezia | 6 – 3 (3-1; 2-2; 1-0) referto | Rep. Ceca | Dwyer Arena (1.388 spett.) |

| Niagara Falls 30 dicembre 2010, ore 19:00 UTC-5 | Russia | 8 – 2 (2-2; 1-0; 5-0) referto | Norvegia | Dwyer Arena (1.382 spett.) |

| Buffalo 31 dicembre 2010, ore 16:00 UTC-5 | Canada         | 5 – 5 (d.t.s.) (3-2; 1-2; 1-1; 0-0) referto | Svezia | HSBC Arena (17.761 spett.) |
| Shootout 0 – 1                            |                |                                             |        |                            |
|                                           |                |                                             |        |                            |
|                                           | Shootout 0 – 1 |                                             |        |                            |

| Niagara Falls 31 dicembre 2010, ore 19:00 UTC-5 | Rep. Ceca | 3 – 8 (1-4; 1-4; 1-0) referto | Russia | Dwyer Arena (1.400 spett.) |

| Pos. |           | PG | V | VOT | POT | P | GF | GS | DR  | Pt | Accede a             |
| 1.   | Svezia    | 4  | 2 | 1   | 0   | 0 | 21 | 8  | +12 | 11 | Semifinali           |
| 2.   | Canada    | 4  | 3 | 0   | 1   | 0 | 28 | 12 | +16 | 10 | Quarti di finale     |
| 3.   | Russia    | 4  | 2 | 0   | 0   | 2 | 19 | 13 | +6  | 6  | Quarti di finale     |
| 4.   | Rep. Ceca | 4  | 1 | 0   | 0   | 3 | 10 | 21 | -11 | 3  | Girone Retrocessione |
| 5.   | Norvegia  | 4  | 0 | 0   | 0   | 4 | 4  | 27 | -23 | 0  | Girone Retrocessione |

### Girone per non retrocedere
Le ultime due classificate di ogni raggruppamento si sfidano in un girone all'italiana di sola andata. Le prime due classificate guadagnano la permanenza nel Gruppo A, mentre le ultime vengono retrocesse in Prima Divisione. Le sfide tra squadre provenienti dallo stesso girone si disputano, ma tutte le squadre ereditano i punti e la differenza reti delle partite precedentemente giocate. Pertanto la Repubblica Ceca parte da 3 punti in virtù delle vittoria sulla Norvegia, mentre Slovacchia e Germania partono rispettivamente da 2 e da 1 punto.
| Niagara Falls 2 gennaio 2011, ore 15:30 UTC-5 | Slovacchia | 5 – 0 (2-0; 0-0; 3-0) referto | Norvegia | Dwyer Arena (1.189 spett.) |

| Niagara Falls 2 gennaio 2011, ore 19:30 UTC-5 | Rep. Ceca | 3 – 2 (0-0; 1-1; 2-1) referto | Germania | Dwyer Arena (1.171 spett.) |

| Niagara Falls 4 gennaio 2011, ore 15:30 UTC-5 | Germania | 1 – 3 (0-1; 1-0; 0-2) referto | Norvegia | Dwyer Arena (1.108 spett.) |

| Niagara Falls 4 gennaio 2011, ore 19:30 UTC-5 | Slovacchia | 5 – 2 (2-0; 3-2; 0-0) referto | Rep. Ceca | Dwyer Arena (1.080 spett.) |

| Pos. |            | PG | V | VOT | POT | P | GF | GS | DR | Pt |
| 1.   | Rep. Ceca  | 3  | 2 | 0   | 0   | 0 | 10 | 4  | +6 | 9  |
| 2.   | Slovacchia | 3  | 1 | 1   | 0   | 1 | 9  | 6  | +3 | 5  |
| 3.   | Norvegia   | 3  | 1 | 0   | 0   | 2 | 3  | 8  | -5 | 3  |
| 4.   | Germania   | 3  | 0 | 0   | 1   | 2 | 4  | 8  | -4 | 1  |

### Fase ad eliminazione diretta
|  | Quarti di finale | Quarti di finale | Quarti di finale |  |  | Semifinali | Semifinali  | Semifinali |  |  | Finali          | Finali          | Finali          |
|  |                  |                  |                  |  |  |            |             |            |  |  |                 |                 |                 |
|  |                  |                  |                  |  |  | B1         | Svezia      | 3          |  |  |                 |                 |                 |
|  | A2               | Finlandia        | 3                |  |  | B3         | Russia      | 4          |  |  |                 |                 |                 |
|  | B3               | Russia           | 4                |  |  |            |             |            |  |  | B3              | Russia          | 5               |
|  |                  |                  |                  |  |  |            |             |            |  |  | B2              | Canada          | 3               |
|  |                  |                  |                  |  |  | A1         | Stati Uniti | 1          |  |  |                 |                 |                 |
|  | B2               | Canada           | 4                |  |  | B2         | Canada      | 4          |  |  | Finale 3° posto | Finale 3° posto | Finale 3° posto |
|  | A3               | Svizzera         | 1                |  |  |            |             |            |  |  | B1              | Svezia          | 2               |
|  |                  |                  |                  |  |  |            |             |            |  |  | A2              | Stati Uniti     | 4               |

#### Quarti di finale
| Buffalo 2 gennaio 2011, ore 15:30 UTC-5 | Canada | 4 – 1 (1-1; 1-0; 2-0) referto | Svizzera | HSBC Arena (14.890 spett.) |

| Buffalo 2 gennaio 2011, ore 19:30 UTC-5 | Finlandia | 3 – 4 (d.t.s.) (1-1; 1-0; 1-2) referto | Russia | HSBC Arena (13.471 spett.) |

#### Semifinali
| Buffalo 3 gennaio 2011, ore 15:30 UTC-5 | Svezia         | 3 – 3 (d.t.s.) (0-1; 1-1; 2-1; 0-0) referto | Russia | HSBC Arena (13.435 spett.) |
| Shootout 0 – 1                          |                |                                             |        |                            |
|                                         |                |                                             |        |                            |
|                                         | Shootout 0 – 1 |                                             |        |                            |

| Buffalo 3 gennaio 2011, ore 19:30 UTC-5 | Stati Uniti | 1 – 4 (0-2; 0-1; 1-1) referto | Canada | HSBC Arena (18.690 spett.) |

#### Finale per il 5º posto
| Buffalo 4 gennaio 2011, ore 19:30 UTC-5 | Finlandia      | 2 – 2 (d.t.s.) (2-1; 0-1; 0-0) referto | Svizzera | HSBC Arena (14.052 spett.) |
| Shootout 0 – 1                          |                |                                        |          |                            |
|                                         |                |                                        |          |                            |
|                                         | Shootout 0 – 1 |                                        |          |                            |

#### Finale per il 3º posto
| Buffalo 5 gennaio 2011, ore 15:30 UTC-5 | Svezia | 2 – 4 (0-0; 1-1; 1-3) referto | Stati Uniti | HSBC Arena (16.104 spett.) |

#### Finale
| Buffalo 5 gennaio 2011, ore 19:30 UTC-5 | Russia | 5 – 3 (0-2; 0-1; 5-0) referto | Canada | HSBC Arena (18.690 spett.) |

### Classifica marcatori
| Giocatore          | PG | G | A  | Pt | +/- | MP |
| ------------------ | -- | - | -- | -- | --- | -- |
| Brayden Schenn     | 7  | 8 | 10 | 18 | +10 | 0  |
| Vladimir Tarasenko | 7  | 4 | 7  | 11 | +8  | 2  |
| Evgenij Kuznecov   | 7  | 4 | 7  | 11 | +7  | 4  |
| Ryan Ellis         | 7  | 3 | 7  | 10 | +2  | 2  |
| Richard Pánik      | 6  | 7 | 2  | 9  | +1  | 12 |
| Maksim Kitsyn      | 7  | 5 | 4  | 9  | +7  | 0  |
| Teemu Pulkkinen    | 6  | 3 | 6  | 9  | +2  | 6  |
| Ryan Johansen      | 7  | 3 | 6  | 9  | +4  | 2  |
| Dmitrij Orlov      | 7  | 1 | 8  | 9  | +10 | 6  |
| Jakub Jeřábek      | 6  | 1 | 7  | 8  | +1  | 4  |

### Classifica portieri
| Giocatore      | Min    | TC  | GS | SO | MGS  | Sv%   |
| -------------- | ------ | --- | -- | -- | ---- | ----- |
| Mark Visentin  | 180:00 | 77  | 3  | 0  | 1.00 | 96.10 |
| Jack Campbell  | 293:35 | 133 | 8  | 0  | 1.63 | 93.98 |
| Joni Ortio     | 354:52 | 160 | 11 | 1  | 1.86 | 93.12 |
| Niklas Treutle | 186:04 | 100 | 7  | 0  | 2.26 | 93.00 |
| Dmitri Shikin  | 315:44 | 182 | 13 | 0  | 2.47 | 92.86 |

### Classifica finale
| Pos | Squadra     |
| --- | ----------- |
| 1   | Russia      |
| 2   | Canada      |
| 3   | Stati Uniti |
| 4   | Svezia      |
| 5   | Svizzera    |
| 6   | Finlandia   |
| 7   | Rep. Ceca   |
| 8   | Slovacchia  |
| 9   | Norvegia    |
| 10  | Germania    |

| Promosse nel Gruppo A:         | Lettonia | Danimarca |
| Retrocesse in Prima Divisione: | Norvegia | Germania  |

#### Riconoscimenti
Riconoscimenti individuali
| Premio                  | Giocatore      |
| ----------------------- | -------------- |
| Miglior giocatore (MVP) | Brayden Schenn |
| Miglior portiere        | Jack Campbell  |
| Miglior difensore       | Ryan Ellis     |
| Miglior attaccante      | Brayden Schenn |

All-Star Team

| Attacco:  | Evgeny Kuznetsov – Brayden Schenn – Ryan Johansen |
| Difesa:   | Ryan Ellis – Dmitri Orlov                         |
| Portiere: | Jack Campbell                                     |

## Prima Divisione
Il Campionato di Prima Divisione si è svolto in due gironi all'italiana. Il Gruppo A ha giocato a Babrujsk, in Bielorussia, fra il 13 e il 19 dicembre 2010. Il Gruppo B ha giocato a Bled, in Slovenia, fra il 12 e il 18 dicembre 2010:

### Gruppo A
| Pos. |             | PG | V | VOT | POT | P | GF | GS | DR  | Pt |
| 1.   | Lettonia    | 5  | 5 | 0   | 0   | 0 | 21 | 3  | +18 | 15 |
| 2.   | Bielorussia | 5  | 4 | 0   | 0   | 1 | 18 | 9  | +9  | 12 |
| 3.   | Regno Unito | 5  | 3 | 0   | 0   | 2 | 12 | 10 | +2  | 9  |
| 4.   | Italia      | 5  | 2 | 0   | 0   | 3 | 13 | 8  | +5  | 6  |
| 5.   | Giappone    | 5  | 1 | 0   | 0   | 4 | 9  | 15 | -6  | 3  |
| 6.   | Ucraina     | 5  | 0 | 0   | 0   | 5 | 4  | 32 | -28 | 0  |

### Gruppo B
| Pos. |            | PG | V | VOT | POT | P | GF | GS | DR  | Pt |
| 1.   | Danimarca  | 5  | 4 | 0   | 0   | 1 | 35 | 14 | +21 | 12 |
| 2.   | Slovenia   | 5  | 4 | 0   | 0   | 1 | 31 | 14 | +17 | 12 |
| 3.   | Austria    | 5  | 3 | 1   | 0   | 1 | 24 | 13 | +11 | 11 |
| 4.   | Kazakistan | 5  | 2 | 0   | 0   | 3 | 19 | 24 | -5  | 6  |
| 5.   | Croazia    | 5  | 1 | 0   | 1   | 3 | 16 | 35 | -19 | 4  |
| 6.   | Lituania   | 5  | 0 | 0   | 0   | 5 | 10 | 35 | -25 | 0  |

| Promosse nel Gruppo A:           | Lettonia | Danimarca |
| Retrocesse in Seconda Divisione: | Ucraina  | Lituania  |

## Seconda Divisione
Il Campionato di Seconda Divisione si è svolto in due gironi all'italiana. Il Gruppo A ha giocato a Tallinn, in Estonia, fra il 13 e il 19 dicembre 2010. Il Gruppo B ha giocato a Miercurea Ciuc, in Romania, fra il 12 e il 19 dicembre 2010:

### Gruppo A
| Pos. |             | PG | V | VOT | POT | P | GF | GS | DR  | Pt |
| 1.   | Francia     | 5  | 5 | 0   | 0   | 0 | 49 | 5  | +44 | 15 |
| 2.   | Paesi Bassi | 5  | 3 | 0   | 1   | 1 | 19 | 16 | +3  | 10 |
| 3.   | Spagna      | 5  | 3 | 0   | 0   | 2 | 12 | 16 | -4  | 9  |
| 4.   | Belgio      | 5  | 1 | 1   | 0   | 3 | 17 | 34 | -17 | 5  |
| 5.   | Estonia     | 5  | 1 | 0   | 0   | 4 | 16 | 29 | -13 | 3  |
| 6.   | Islanda     | 5  | 1 | 0   | 0   | 4 | 10 | 23 | -13 | 3  |

### Gruppo B
| Pos. |               | PG | V | VOT | POT | P | GF | GS | DR  | Pt |
| 1.   | Polonia       | 5  | 5 | 0   | 0   | 0 | 61 | 10 | +51 | 15 |
| 2.   | Ungheria      | 5  | 4 | 0   | 0   | 1 | 50 | 16 | +34 | 12 |
| 3.   | Corea del Sud | 5  | 3 | 0   | 0   | 2 | 27 | 30 | -3  | 9  |
| 4.   | Romania       | 5  | 2 | 0   | 0   | 3 | 16 | 24 | -8  | 6  |
| 5.   | Australia     | 5  | 1 | 0   | 0   | 4 | 21 | 39 | -18 | 3  |
| 6.   | Cina          | 5  | 0 | 0   | 0   | 5 | 10 | 66 | -56 | 0  |

| Promosse in Prima Divisione:   | Francia | Polonia |
| Retrocesse in Terza Divisione: | Islanda | Cina    |

## Terza Divisione
Il Campionato di Terza Divisione si è svolto in un unico girone all'italiana a Città del Messico, in Messico, fra il 9 e il 18 gennaio 2011.
| Pos. |                | PG | V | VOT | POT | P | GF | GS | DR  | Pt |
| 1.   | Messico        | 6  | 6 | 0   | 0   | 0 | 39 | 9  | +30 | 18 |
| 2.   | Serbia         | 6  | 5 | 0   | 0   | 1 | 56 | 8  | +48 | 15 |
| 3.   | Corea del Nord | 6  | 4 | 0   | 0   | 2 | 37 | 22 | +15 | 12 |
| 4.   | Turchia        | 6  | 3 | 0   | 0   | 3 | 36 | 33 | +3  | 9  |
| 5.   | Nuova Zelanda  | 6  | 2 | 0   | 0   | 4 | 17 | 43 | -26 | 6  |
| 6.   | Bulgaria       | 6  | 0 | 1   | 0   | 5 | 13 | 52 | -39 | 2  |
| 7.   | Taipei cinese  | 6  | 0 | 0   | 1   | 5 | 16 | 47 | -31 | 1  |

| Promosse in Seconda Divisione:      | Messico | Serbia |
| Retrocesse dalla Seconda Divisione: | Islanda | Cina   |